# Francombat
Francombat is een Franse vechtkunst die te vergelijken valt met jiujitsu. Het is in 1988 bedacht door Alain Basset en Dominique Dumolin. 
Francombat wordt vooral in het zuiden van Frankrijk uitgeoefend. Er zijn scholen van francombat in Parijs, Bordeaux en Montpellier. 
De vechtkunst is gebaseerd op strategie en begrip van het menselijke lichaam. De instructeurs dragen rode kleren en de studenten groene. Volgens de mensen die deze discipline uitoefenen, hangt de doeltreffendheid samen met drie factoren: 
- Een goede lichamelijke vorm,
- Kennis van de technieken en strategieën,
- Stressbestendigheid.